# Johann Gottfried Wilhelm Palschau
Johann Gottfried Wilhelm Palschau est un compositeur et pianiste allemand né le 21 décembre 1741, possiblement à Copenhague au Danemark, et mort en 1815 à Saint-Pétersbourg en Russie, le 3 juin ou 5 juillet.

## Biographie
Johann Gottfried Wilhelm Palschau est le fils d'un musicien du duché de Holstein, Peter Jakob Palschau (vers 1708-1793), qui jouait dans l'orchestre de l'Opéra royal de Copenhague.
Enfant prodige, il effectue des tournées de concerts à un jeune âge, à Londres en 1754 notamment, ou à Hambourg en 1761, puis étudie avec Johann Gottfried Müthel à Riga, vers 1771.
En 1777, il s'installe à Saint-Pétersbourg, où il est apprécié de la cour et fait carrière comme concertiste, en compagnie du violoniste L.P. Yershov notamment. À compter de 1778, Palschau est un des rares musiciens professionnels membre de la Société de musique nouvelle.
Comme compositeur, il écrit principalement pour clavier.

## Œuvres
Parmi ses compositions, figurent ainsi :
- deux sonates pour clavier (Nuremberg, 1762)
- deux concertos pour clavecin et cordes (Riga, 1771)
- des séries de variations sur des airs populaires russes.